# NGC 2150
NGC 2150 (również PGC 18097) – galaktyka spiralna z poprzeczką (SBab), znajdująca się w gwiazdozbiorze Złotej Ryby. Odkrył ją John Herschel 9 lutego 1836 roku.